# The Promise (In This Moment)
The Promise è un singolo del gruppo heavy metal statunitense In This Moment. Il secondo singolo estratto dal loro terzo album in studio A Star-Crossed Wasteland, pubblicato il 28 settembre 2010 dalla Century Media Records.

## Il brano
La canzone è un duetto con Adrian Patrick vocalist degli Otherwise. Maria Brink ha originariamente scritto la parte vocale maschile della canzone per Ivan Moody dei Five Finger Death Punch, che tuttavia non poteva prestare la sua voce a causa di problemi di lavoro, così hanno contattato Adrian.
Un'edizione limitata del CD singolo è stata realizzata in sole 1.000 copie per il Record Store Day del 2011, con due tracce acustiche registrate al Criminal Records l'11 dicembre 2010.

## Significato della canzone
Secondo il chitarrista Chris Howorth il brano parla di due persone molto attratte tra loro, ma che sanno nel profondo che la loro relazione terminerà in un disastro con entrambe le parti che resteranno ferite.

## Video Musicale
Il video musicale del brano, diretto da David Brodsky, è stato girato più o meno nello stesso momento di quello del primo singolo The Gun Show nel maggio 2010. Alterna scene di Maria che canta con Adrian Patrick ad altre del gruppo che suona immerso nella vegetazione. È stato presentato sul canale YouTube della Century Media il 22 settembre 2010.

## Tracce
CD singolo LE USA
1. The Promise (Album version) – 4:28
2. The Promise (Acoustic) – 5:15
3. Standing Alone (Acoustic) – 4:08

CD singolo promo USA
1. The Promise (Radio version) – 4:28
2. The Promise (Album version) – 4:28

## Formazione
In This Moment
- Maria Brink – voce
- Chris Howorth – chitarra solista
- Blake Bunzel – chitarra ritmica
- Kyle Konkiel – basso
- Jeff Fabb – batteria

Altri musicisti
- Adrian Patrick – voce